# Santa Margarida de Quart
Santa Margarida de Quart és una església romànica de Quart (Gironès) inclosa a l'Inventari del Patrimoni Arquitectònic de Catalunya. L'església de Santa Margarida es troba al cim d'un petit turó, fora de l'actual nucli de Quart que ha crescut vora la carretera de Girona a Llagostera.

## Descripció
L'edifici és d'una sola nau de tres trams amb volta de creueria i arcs formers apuntats i capelles laterals. La capçalera és poligonal a l'interior i semicircular a l'exterior. Als peus trobem el cor al que s'accedeix per una porta amb la data de 1729. El parament és arrebossat i emblanquinat. Els murs exteriors són de pedra vista excepte la façana, esgrafiada. La portalada barroca (1748) consta d'una obertura rectangular entre columnes, coronada per una petita fornícula amb imatge de la santa. Al capdamunt hi ha un rosetó. El campanar romànic, restaurat, és de planta quadrada, dos pisos de finestres geminades, formades per columnes amb capitells mensuliformes, i teulada a quatre vents.

## Història
El temple és citat l'any 1362 al "Llibre Verd". A principis del segle xiv s'anomena titular de la parròquia Santa Margarida. També s'hi conserven les relíquies de Santa Justa i Santa Rufina, patrones dels terrissers.
L'edifici actual data del segle xviii però es conserva el campanar d'època romànica, que abans de la restauració deixava veure dos rengles de finestres geminades tapiades a les cares Est i Oest. L'any 1975 mossèn Jesús Prats demana ajut a la Diputació per procedir a la restauració. Cinc anys més és concedit i el 24 de març de 1983 finalitzen les obres.